# Ферц
|   | a                                                                           | b                                                                           | c                                                                           | d                                                                           | e                                                                           | f                                                                           | g                                                                           | h                                                                           |   |
| - | --------------------------------------------------------------------------- | --------------------------------------------------------------------------- | --------------------------------------------------------------------------- | --------------------------------------------------------------------------- | --------------------------------------------------------------------------- | --------------------------------------------------------------------------- | --------------------------------------------------------------------------- | --------------------------------------------------------------------------- | - |
| 8 | d5 чёрная пешка · f5 чёрный круг · e4 B l · d3 чёрный круг · f3 чёрный круг | d5 чёрная пешка · f5 чёрный круг · e4 B l · d3 чёрный круг · f3 чёрный круг | d5 чёрная пешка · f5 чёрный круг · e4 B l · d3 чёрный круг · f3 чёрный круг | d5 чёрная пешка · f5 чёрный круг · e4 B l · d3 чёрный круг · f3 чёрный круг | d5 чёрная пешка · f5 чёрный круг · e4 B l · d3 чёрный круг · f3 чёрный круг | d5 чёрная пешка · f5 чёрный круг · e4 B l · d3 чёрный круг · f3 чёрный круг | d5 чёрная пешка · f5 чёрный круг · e4 B l · d3 чёрный круг · f3 чёрный круг | d5 чёрная пешка · f5 чёрный круг · e4 B l · d3 чёрный круг · f3 чёрный круг | 8 |
| 7 | d5 чёрная пешка · f5 чёрный круг · e4 B l · d3 чёрный круг · f3 чёрный круг | d5 чёрная пешка · f5 чёрный круг · e4 B l · d3 чёрный круг · f3 чёрный круг | d5 чёрная пешка · f5 чёрный круг · e4 B l · d3 чёрный круг · f3 чёрный круг | d5 чёрная пешка · f5 чёрный круг · e4 B l · d3 чёрный круг · f3 чёрный круг | d5 чёрная пешка · f5 чёрный круг · e4 B l · d3 чёрный круг · f3 чёрный круг | d5 чёрная пешка · f5 чёрный круг · e4 B l · d3 чёрный круг · f3 чёрный круг | d5 чёрная пешка · f5 чёрный круг · e4 B l · d3 чёрный круг · f3 чёрный круг | d5 чёрная пешка · f5 чёрный круг · e4 B l · d3 чёрный круг · f3 чёрный круг | 7 |
| 6 | d5 чёрная пешка · f5 чёрный круг · e4 B l · d3 чёрный круг · f3 чёрный круг | d5 чёрная пешка · f5 чёрный круг · e4 B l · d3 чёрный круг · f3 чёрный круг | d5 чёрная пешка · f5 чёрный круг · e4 B l · d3 чёрный круг · f3 чёрный круг | d5 чёрная пешка · f5 чёрный круг · e4 B l · d3 чёрный круг · f3 чёрный круг | d5 чёрная пешка · f5 чёрный круг · e4 B l · d3 чёрный круг · f3 чёрный круг | d5 чёрная пешка · f5 чёрный круг · e4 B l · d3 чёрный круг · f3 чёрный круг | d5 чёрная пешка · f5 чёрный круг · e4 B l · d3 чёрный круг · f3 чёрный круг | d5 чёрная пешка · f5 чёрный круг · e4 B l · d3 чёрный круг · f3 чёрный круг | 6 |
| 5 | d5 чёрная пешка · f5 чёрный круг · e4 B l · d3 чёрный круг · f3 чёрный круг | d5 чёрная пешка · f5 чёрный круг · e4 B l · d3 чёрный круг · f3 чёрный круг | d5 чёрная пешка · f5 чёрный круг · e4 B l · d3 чёрный круг · f3 чёрный круг | d5 чёрная пешка · f5 чёрный круг · e4 B l · d3 чёрный круг · f3 чёрный круг | d5 чёрная пешка · f5 чёрный круг · e4 B l · d3 чёрный круг · f3 чёрный круг | d5 чёрная пешка · f5 чёрный круг · e4 B l · d3 чёрный круг · f3 чёрный круг | d5 чёрная пешка · f5 чёрный круг · e4 B l · d3 чёрный круг · f3 чёрный круг | d5 чёрная пешка · f5 чёрный круг · e4 B l · d3 чёрный круг · f3 чёрный круг | 5 |
| 4 | d5 чёрная пешка · f5 чёрный круг · e4 B l · d3 чёрный круг · f3 чёрный круг | d5 чёрная пешка · f5 чёрный круг · e4 B l · d3 чёрный круг · f3 чёрный круг | d5 чёрная пешка · f5 чёрный круг · e4 B l · d3 чёрный круг · f3 чёрный круг | d5 чёрная пешка · f5 чёрный круг · e4 B l · d3 чёрный круг · f3 чёрный круг | d5 чёрная пешка · f5 чёрный круг · e4 B l · d3 чёрный круг · f3 чёрный круг | d5 чёрная пешка · f5 чёрный круг · e4 B l · d3 чёрный круг · f3 чёрный круг | d5 чёрная пешка · f5 чёрный круг · e4 B l · d3 чёрный круг · f3 чёрный круг | d5 чёрная пешка · f5 чёрный круг · e4 B l · d3 чёрный круг · f3 чёрный круг | 4 |
| 3 | d5 чёрная пешка · f5 чёрный круг · e4 B l · d3 чёрный круг · f3 чёрный круг | d5 чёрная пешка · f5 чёрный круг · e4 B l · d3 чёрный круг · f3 чёрный круг | d5 чёрная пешка · f5 чёрный круг · e4 B l · d3 чёрный круг · f3 чёрный круг | d5 чёрная пешка · f5 чёрный круг · e4 B l · d3 чёрный круг · f3 чёрный круг | d5 чёрная пешка · f5 чёрный круг · e4 B l · d3 чёрный круг · f3 чёрный круг | d5 чёрная пешка · f5 чёрный круг · e4 B l · d3 чёрный круг · f3 чёрный круг | d5 чёрная пешка · f5 чёрный круг · e4 B l · d3 чёрный круг · f3 чёрный круг | d5 чёрная пешка · f5 чёрный круг · e4 B l · d3 чёрный круг · f3 чёрный круг | 3 |
| 2 | d5 чёрная пешка · f5 чёрный круг · e4 B l · d3 чёрный круг · f3 чёрный круг | d5 чёрная пешка · f5 чёрный круг · e4 B l · d3 чёрный круг · f3 чёрный круг | d5 чёрная пешка · f5 чёрный круг · e4 B l · d3 чёрный круг · f3 чёрный круг | d5 чёрная пешка · f5 чёрный круг · e4 B l · d3 чёрный круг · f3 чёрный круг | d5 чёрная пешка · f5 чёрный круг · e4 B l · d3 чёрный круг · f3 чёрный круг | d5 чёрная пешка · f5 чёрный круг · e4 B l · d3 чёрный круг · f3 чёрный круг | d5 чёрная пешка · f5 чёрный круг · e4 B l · d3 чёрный круг · f3 чёрный круг | d5 чёрная пешка · f5 чёрный круг · e4 B l · d3 чёрный круг · f3 чёрный круг | 2 |
| 1 | d5 чёрная пешка · f5 чёрный круг · e4 B l · d3 чёрный круг · f3 чёрный круг | d5 чёрная пешка · f5 чёрный круг · e4 B l · d3 чёрный круг · f3 чёрный круг | d5 чёрная пешка · f5 чёрный круг · e4 B l · d3 чёрный круг · f3 чёрный круг | d5 чёрная пешка · f5 чёрный круг · e4 B l · d3 чёрный круг · f3 чёрный круг | d5 чёрная пешка · f5 чёрный круг · e4 B l · d3 чёрный круг · f3 чёрный круг | d5 чёрная пешка · f5 чёрный круг · e4 B l · d3 чёрный круг · f3 чёрный круг | d5 чёрная пешка · f5 чёрный круг · e4 B l · d3 чёрный круг · f3 чёрный круг | d5 чёрная пешка · f5 чёрный круг · e4 B l · d3 чёрный круг · f3 чёрный круг | 1 |
|   | a                                                                           | b                                                                           | c                                                                           | d                                                                           | e                                                                           | f                                                                           | g                                                                           | h                                                                           |   |

Ферц или ферз — сказочная шахматная фигура, которая может перемещаться на одну клетку по диагонали. Она использовалась в шахматах до того, как была заменена ферзём. В нотации, как правило, записывается буквой F.

## История и номенклатура
Ферц — очень старая фигура, появившаяся в чатуранге и шатрандже, предках многих разновидностей шахмат; также присутствует в таких играх, как шахматы Тамерлана. Ферц был стандартной шахматной фигурой до тех пор, пока примерно в 15 веке не были придуманы современные ходы ферзя и слона, при этом ферц был заменён первым.
Ферз также появляется во многих крупных исторических вариантах сёги, например, в дай сёги под названием кошачий меч (яп. 猫刄 — myōjin). Тайский вариант шахмат, макрук, использует ферца из шатранджа как «Мет» (зерно) в качестве стартовой фигуры, и в качестве единственного варианта продвижения пешки. Таким образом, большая часть теории эндшпиля шатранджа применима и к макруку.

## Ценность
|   | a  | b  | c  | d  | e                          | f                          | g  | h  |   |  |
| 8 | a8 | b8 | c8 | d8 | e8                         | f8 чёрный король           | g8 | h8 | 8 |  |
| 7 | a7 | b7 | c7 | d7 | e7 белый перевёрнутый слон | f7 белый перевёрнутый слон | g7 | h7 | 7 |  |
| 6 | a6 | b6 | c6 | d6 | e6                         | f6 белый король            | g6 | h6 | 6 |  |
| 5 | a5 | b5 | c5 | d5 | e5                         | f5                         | g5 | h5 | 5 |  |
| 4 | a4 | b4 | c4 | d4 | e4                         | f4                         | g4 | h4 | 4 |  |
| 3 | a3 | b3 | c3 | d3 | e3                         | f3                         | g3 | h3 | 3 |  |
| 2 | a2 | b2 | c2 | d2 | e2                         | f2                         | g2 | h2 | 2 |  |
| 1 | a1 | b1 | c1 | d1 | e1                         | f1                         | g1 | h1 | 1 |  |
|   | a  | b  | c  | d  | e                          | f                          | g  | h  |   |  |

Ферц сам по себе стоит около половины коня. Король и два ферца могут поставить мат голому королю, если они не на одном цвете; король и один ферц на могут дать пат голому королю, но это сделать не легко, и они не могут поставить мат. В эндшпиле ладья против ферца выигрывает ладья. Несмотря на привязку к цвету, ферц является сильнейшим из простых сказочных фигур в начальной фазе игры, даже сильнее, чем визирь, из-за его большей подвижности вперёд. Визирь и ферц могут поставить мат голому королю только в том случае, если голый король значительно близок к углу того же цвета, что и у ферца. В то время как конь и визирь обычно могут поставить мат голому королю, конь и ферц могут сделать это только в том случае, если голый король значительно близок к углу того же цвета, что и у ферца. Визирь лучше, чем ферз, в большинстве эндшпилей из-за способности визиря ограничивать клетки, смежные с последними ограниченными клетками.
|   | a  | b  | c  | d  | e                           | f                          | g  | h  |   |  |
| 8 | a8 | b8 | c8 | d8 | e8 белая перевёрнутая ладья | f8 чёрный король           | g8 | h8 | 8 |  |
| 7 | a7 | b7 | c7 | d7 | e7                          | f7 белый перевёрнутый слон | g7 | h7 | 7 |  |
| 6 | a6 | b6 | c6 | d6 | e6                          | f6 белый король            | g6 | h6 | 6 |  |
| 5 | a5 | b5 | c5 | d5 | e5                          | f5                         | g5 | h5 | 5 |  |
| 4 | a4 | b4 | c4 | d4 | e4                          | f4                         | g4 | h4 | 4 |  |
| 3 | a3 | b3 | c3 | d3 | e3                          | f3                         | g3 | h3 | 3 |  |
| 2 | a2 | b2 | c2 | d2 | e2                          | f2                         | g2 | h2 | 2 |  |
| 1 | a1 | b1 | c1 | d1 | e1                          | f1                         | g1 | h1 | 1 |  |
|   | a  | b  | c  | d  | e                           | f                          | g  | h  |   |  |